# Uba
Uba (Ubba; provavelmente morreu em 878) foi um víquingue do século IX e um dos comandantes do Grande Exército Pagão que invadiu a Inglaterra anglo-saxônica na década de 860.[a] O Grande Exército parece ter sido uma coalizão de bandos de guerra vindos da Escandinávia, Irlanda, região do mar da Irlanda e continente. Há razões para suspeitar que uma proporção das forças víquingues se originou especificamente na Frísia, onde alguns comandantes víquingues são conhecidos por terem mantido feudos em nome dos francos. Algumas fontes descrevem Uba como duque dos frísios, o que pode ser uma evidência de que também se associou a um benefício frísio.
Em 865, o Grande Exército, aparentemente liderado por Ivar, o Desossado, passou o inverno no Reino da Ânglia Oriental, antes de invadir e destruir o Reino da Nortúmbria. Em 869, foi comprado pelos mércios, os víquingues conquistaram os anglos orientais e, no processo, mataram o rei Edmundo, um homem que mais tarde foi considerado santo e mártir. Embora fontes quase contemporâneas não associem especificamente Uba com a última campanha, algumas fontes posteriores, menos confiáveis, o associam com a lenda do martírio de Edmundo. Com o tempo, Ivar e Uba passaram a ser considerados invasores víquingues arquetípicos e oponentes do cristianismo. Como tal, Uba aparece em vários relatos hagiográficos duvidosos de santos anglo-saxões e locais eclesiásticos. Fontes não contemporâneas também associam Ivar e Uba à lenda de Ragnar Calças Peludas, uma figura de historicidade duvidosa. Embora haja motivos para suspeitar que o culto de Edmundo foi parcialmente promovido para integrar os colonos escandinavos na Inglaterra anglo-saxônica, a lenda de Ragnar pode ter se originado em tentativas de explicar por que vieram para se assentar.
Após a queda do Rino da Ânglia Oriental, a liderança do Grande Exército parece ter caído nas mãos de Bagsecg e Haldano, que fizeram campanha contra os mércios e os saxões ocidentais. Em 873, consta que o Grande Exército se dividiu. Enquanto Haldano estabeleceu seus seguidores na Nortúmbria, o exército comandado por Gutrum, Oscitel e Anuendo atacou o sul e fez campanha contra os saxões ocidentais. No inverno de 877/878, Gutrum lançou um ataque relâmpago profundamente na Saxônia Ocidental. Há motivos para suspeitar que esse ataque foi coordenado com a campanha de uma força víquingue separada em Devon. Este último exército teria sido destruído em Cinuite em 878. De acordo com uma fonte quase contemporânea, esta força era liderada por um irmão de Ivar e Haldano, e algumas fontes posteriores identificam este homem como o próprio Uba.

## Origens de Uba e o Grande Exército
Em meados do século IX, um exército invasor víquingue se uniu na Inglaterra anglo-saxônica. A versão mais antiga da Crônica Anglo-Saxônica dos séculos IX a XII descreve variadamente a horda invasor como "micel here", um termo do inglês antigo que pode ser traduzido como "grande exército". Evidências arqueológicas e fontes documentais sugerem que este Grande Exército não era uma única força unificada, mas um conjunto formado de bandos guerreiros oriundos de diferentes regiões.
As origens exatas do Grande Exército são obscuras. A Crônica Anglo-Saxônica às vezes identifica os viquingues como dinamarqueses. A Vida de Alfredo do século X parece alegar que os invasores vieram da Dinamarca. Uma origem escandinava pode ser evidenciada pela Crônica de Etelvardo (Chronicon Æthelweardi) do século X, que afirma que "as frotas do tirano Ivar" chegaram à Inglaterra anglo-saxônica do "norte". Em meados do século IX, este Ivar (morreu em 869/870?) foi um dos principais líderes viquingues na Grã-Bretanha e na Irlanda.
O Grande Exército pode ter incluído viquingues já ativos na Inglaterra anglo-saxônica, bem como homens diretamente da Escandinávia, Irlanda, região do Mar da Irlanda e do continente. Há razões para suspeitar que uma parte do exército se originou especificamente na Frísia. Por exemplo, os Anais de São Bertinho (Annales Bertiniani) do século IX revelam que os viquingues dinamarqueses devastaram a Frísia em 850, e os Anais de Lindisfarne e Duhram (Annales Lindisfarnenses et Dunelmenses) do século XII afirmam que uma força viquingue de dinamarqueses e frísios atingiu a ilha de Sheppey em 855.
Enquanto a Crônica Anglo-Saxônica chama o exército viquingue de micel here, a latina História de São Cuteberto' (Historia de sancto Cuthberto) nomeia-os escaldingos (Scaldingi), um termo de significado incerto que é empregado três vezes em referência à liderança das forças viquingues. Uma possibilidade é que a palavra signifique "gente do Escalda". Isso poderia indicar que Uba era de Walcheren, uma ilha na foz do Escalda. Walcheren é conhecido por ter sido ocupado por viquingues dinamarqueses mais de duas décadas antes. Por exemplo, os Anais de São Bertinho relatam que Lotário I, rei da Frância Média (falecido em 855) concedeu a ilha a um viquingue chamado Herioldo em 841. Outra possibilidade é que este termo simplesmente se refere aos escildingos, uma linhagem antiga da qual os monarcas dinamarqueses da época reivindicaram descendência.
De acordo com a mesma fonte e os Anais de Fulda (Annales Fuldenses) do século IX, outro viquingue chamado Rorico recebeu uma grande parte da Frísia como um benefício ou feudo de Lotário em 850. Como homens que detinham autoridade militar e judicial em nome dos francos, Herioldo e Rorico também podem ser considerados duques frísios. Embora seja incerto se Uba era um frísio nativo ou um expatriado escandinavo, se estivesse realmente envolvido com um benefício frísio, suas forças provavelmente seriam parcialmente compostas por frísios. Se suas tropas fossem retiradas do assentamento escandinavo iniciado por Herioldo mais de duas décadas antes, muitos dos homens de Uba poderiam muito bem ter nascido na Frísia.

## Invasão víquingue da Inglaterra anglo-saxã

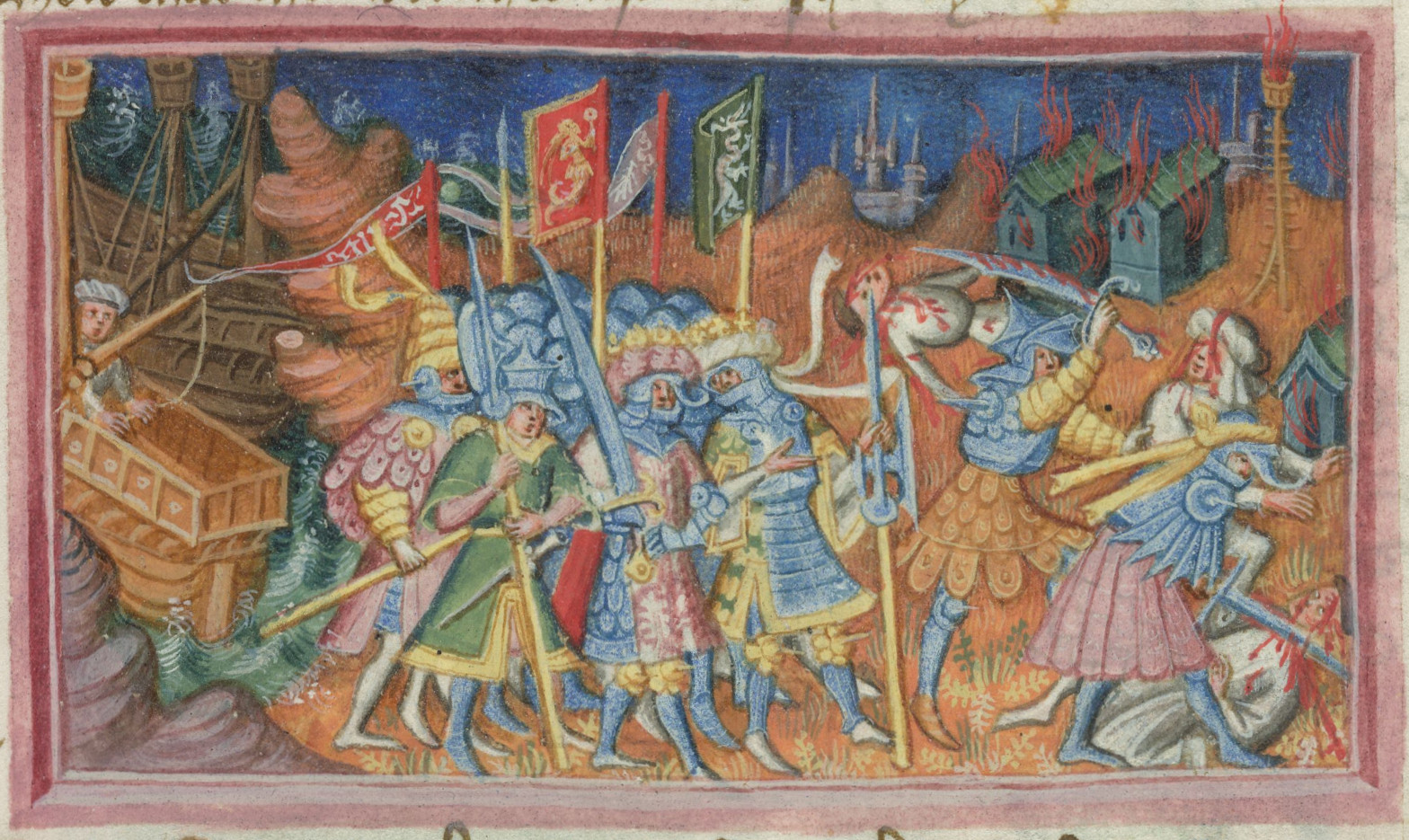
Uma representação do século XV de Ivar e Uba devastando o campo, conforme aparece no fólio 48r da Biblioteca Britânica Harley 2278. As Vidas dos Santos Edmundo e Fremundo apresenta eventos do século IX num contexto cavalheiresco.

No outono de 865, a Crônica Anglo-Saxã registra que o Grande Exército invadiu o Reino de Ânglia Oriental, onde depois fez as pazes com os anglos orientais e passou o inverno. A terminologia empregada por esta fonte sugere que os víquingues atacaram por mar. Os invasores evidentemente obtiveram informações valiosas durante a estada, já que relatado que o Grande Exército em seguida partiu em cavalos ganhos da população subordinada, atacando profundamente o Reino da Nortúmbria, um reino fragmentado no meio de uma amarga guerra civil entre dois reis concorrentes: Ela (morreu em 867) e Osberto (morreu em 867).
No final de 866, os víquingues tomaram Iorque - uma das duas sedes arquiepiscopais na Inglaterra anglo-saxônica e um dos centros comerciais mais ricos da Grã-Bretanha. Embora Ela e Osberto tenham respondido a este ataque unindo forças contra os invasores, a crônica indica que seu ataque a Iorque foi um desastre que resultou na morte de ambos.[c] De acordo com os Anais de Lindisfarne e Durham, e a História de São Cuteberto, os nortúmbrios e seus reis foram esmagados pelo próprio Uba.[d]
Também naquele ano, os Anais de São Bertinho relata que Carlos II, rei da Frância Ocidental (falecido em 877) atacou uma frota víquingue estacionada no Sena. Depois de continuar descendo o Sena em direção ao mar, onde consertaram e reconstruíram sua frota, uma parte da força foi relatada como tendo partido para o distrito de Issel (Issel Holandês ou Issel). Embora o destino do restante da frota não seja registrado, uma possibilidade é que tenha participado do saque de Iorque. O fato de que o Grande Exército permaneceu na Ânglia Oriental por cerca de um ano antes de atacar a Nortúmbria pode significar que foi reforçado do continente. A parte da frota que foi à Frísia foi posteriormente declarada como incapaz de assegurar uma aliança com Lotário. Esta declaração parece sugerir que esses víquingues tinham a intenção de adquirir uma concessão de terras na região, o que poderia significar que, a partir de então, participaram da campanha do Grande Exército através do canal da Mancha. Além disso, os Anais de São Bertinho observam que Rorico foi forçado a deixar a Frísia no ano seguinte. Essa expulsão também poderia ser responsável pela evidência de uma dimensão frísia para o Grande Exército e pelos atestados do próprio Uba.
Com o colapso do Reino da Nortúmbria e a destruição de seu regime, a História dos Reinos Anglos do século XII e o Libellus de exordio revelam que um certo Egberto (falecido em 873) foi instalado pelos víquingues como rei cliente sobre um região ao norte da Nortúmbria. No ano seguinte, a Crônica Anglo-Saxônica registra que o Grande Exército atacou a Mércia, depois do que os víquingues tomaram Nottingham e passaram o inverno lá. Embora os reis da Mércia e da Saxônia Ocidental, Burgredo (falecido em 874?) e Etelredo (falecido em 871), responderam juntando forças e sitiando a cidade ocupada, tanto a crônica quanto a Vida de Alfredo relatam que esta força anglo-saxônica combinada foi incapaz de desalojar o exército. De acordo com ambas as fontes, os mércios fizeram as pazes com os víquingues. Foi provavelmente por causa dessa paz aparentemente comprada que o Grande Exército se mudou para Iorque, conforme relatado pela crônica, onde evidentemente renovou suas forças para futuras incursões.